# Havré
Havré (in vallone Avrè), è una sezione della città belga di Mons situata nella provincia dell'Hainaut, nella regione della Vallonia.
Dal al punto di vista amministrativo, si tratta di un ex-comune, dal 1977 accorpato alla municipalità di Mons.

## Etimologia
Il nome "Havrè" trae probabilmente la sua origine dall'antico nome "Haverec". Tuttavia gli etimologisti sono divisi circa l'origine e il significato di questo termine. Alcuni dicono che potrebbe significare "Terra di luppolo" mentre altri pensano che questo sarebbe "terra nuovamente disboscata", più recentemente, la scuola tedesca dice che potrebbe avere origine da una parola germanica il cui significato sarebbe "cenere selvaggia".

## Storia

### Preistoria
Su tutto il territorio vicino alla città ci sono molte tracce di occupazioni risalenti al Paleolitico e al Neolitico. 

### Storia antica
Scavi condotti sul territorio della città hanno portato alla luce una necropoli gallo-romana e persino delle tombe merovingie. 

### Medioevo
Nel 1072 la città fu interessata da un'importante battaglia: la battaglia tra Richilde, contessa di Hainaut e Roberto il Frisone, conte delle Fiandre. Nel 1140, la signoria di Havré è stata data in dono dal conte di Hainaut al signore di Mons. La signoria passò successivamente agli Enghien, agli Harcourt, ai Dunois, ai Longueville e, infine, alla casa di Croÿ che mantenne il titolo fino alla fine dell'Ancien Régime.

### Storia moderna
Il 23 luglio 1914, durante la Prima Guerra Mondiale, la città venne occupata dalle forze tedesche. Fu poi liberata dai canadesi l'11 novembre del 1918. Il 14 settembre 1920 fu inaugurato un memoriale per i cittadini di Havré morti durante la guerra.
Nel 1930 crollò gran parte del Castello di Havré, trasformandolo in rovine. Queste furono inserite fra i siti archeologici e culturali della regione dalla commissione per i monumenti ei siti che si affrettò a classificare l'area per Regio Decreto 15 settembre 1936.
Il 19 maggio 1940, durante la Seconda Guerra Mondiale la città venne occupata dalle forze naziste. Fu poi liberata dagli americani il 9 aprile del 1944. 

## Economia
Havré fu una piccola ma ricca città dal XIX secolo fino alla seconda metà del XX secolo, grazie al legno ricavato dai suoi boschi, alla sua raffineria di sale, alla sua conceria, alla sua fabbrica di tabacco, alla sua fabbrica di polvere per le cartucce, alla sua vetreria ma soprattutto alle sue cave di carbone. Nel 1960, dopo la chiusura dell'ultima miniera di carbone il villaggio si addormentò per diventare un dormitorio per le persone che lavoreranno principalmente a Bruxelles, Mons e Charleroi. Per quanto riguarda invece il settore terziario, Havre possiede ancora numerose banche e negozi.

## Luoghi di interesse

### Castello di Havré
Antico castello fondato sulle rive del fiume Haine nel 1226 dal conte di Hainaut e delle Fiandre

### Castello di Beaulieu
Antico castello risalente al XVIII secolo.

### Priorato dell'Ordine di Sant'Antonio in Barbefosse
Antico monastero il cui primo nucleo risale al 1389 e che successivamente, nel 1415, divenne il Priorato dell'Ordine di Sant'Antonio in Barbefosse

## Galleria d'immagini

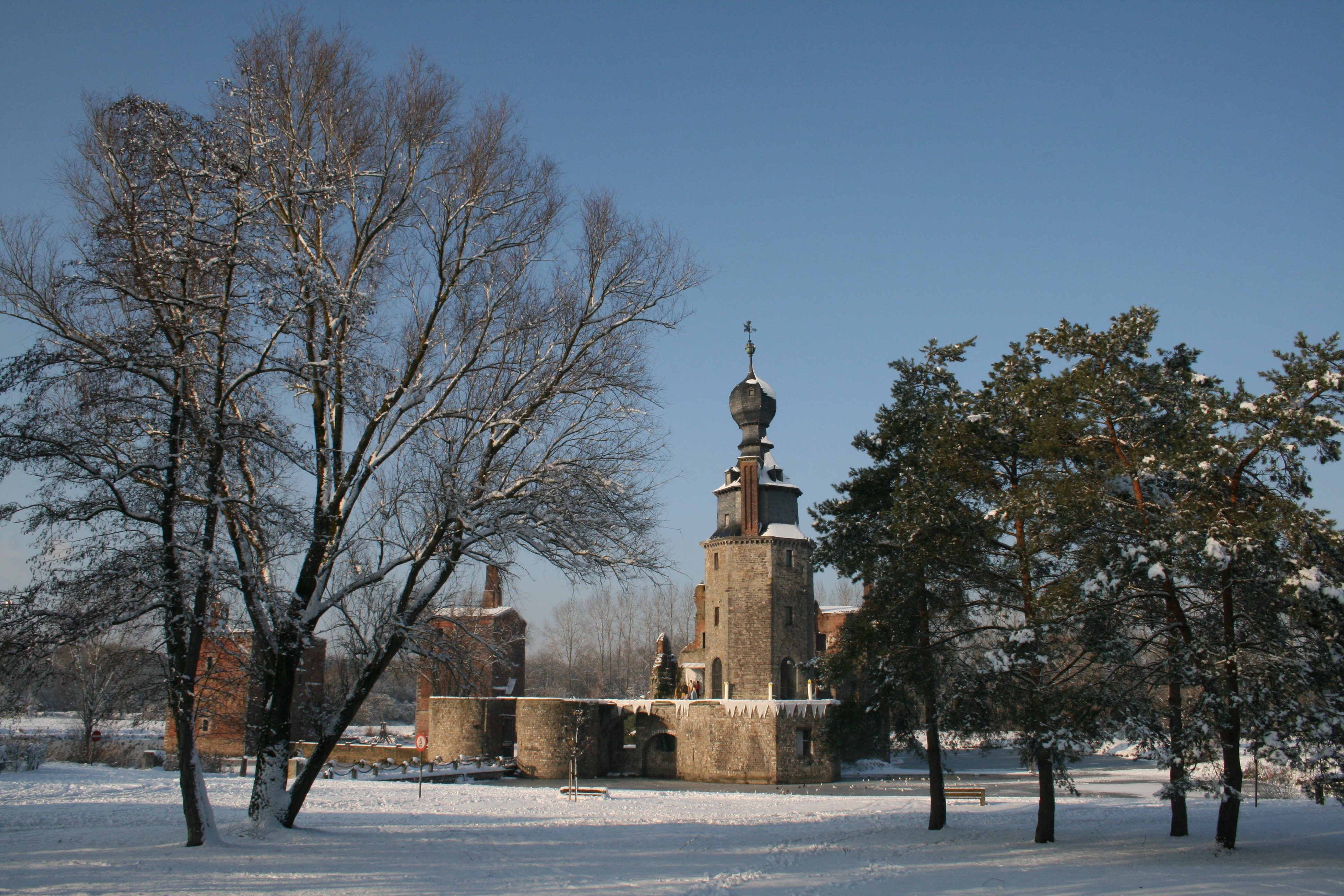
Le rovine del Castello di Havré
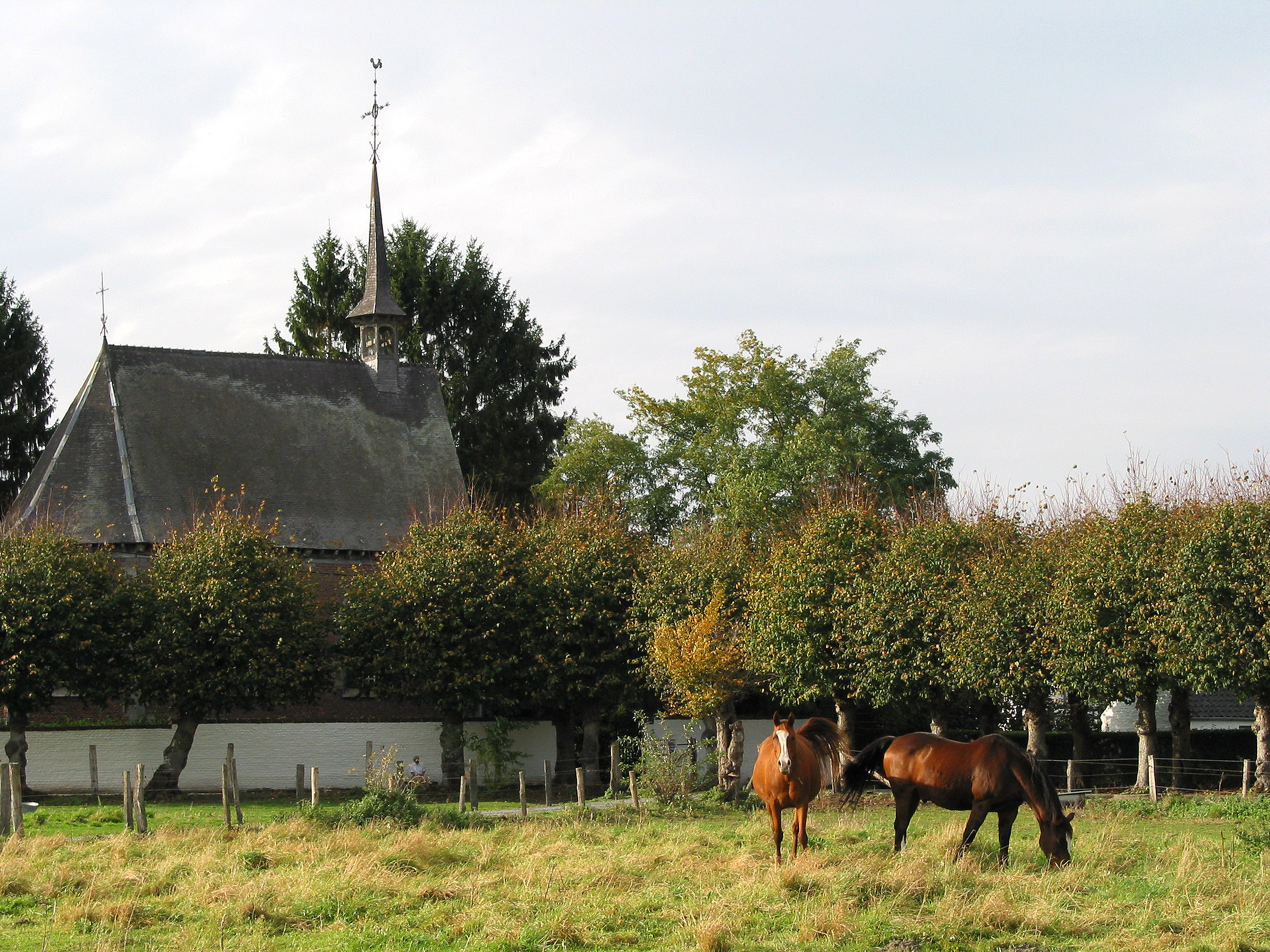
La Cappella di "Bon Vouloir" (XVII secolo).
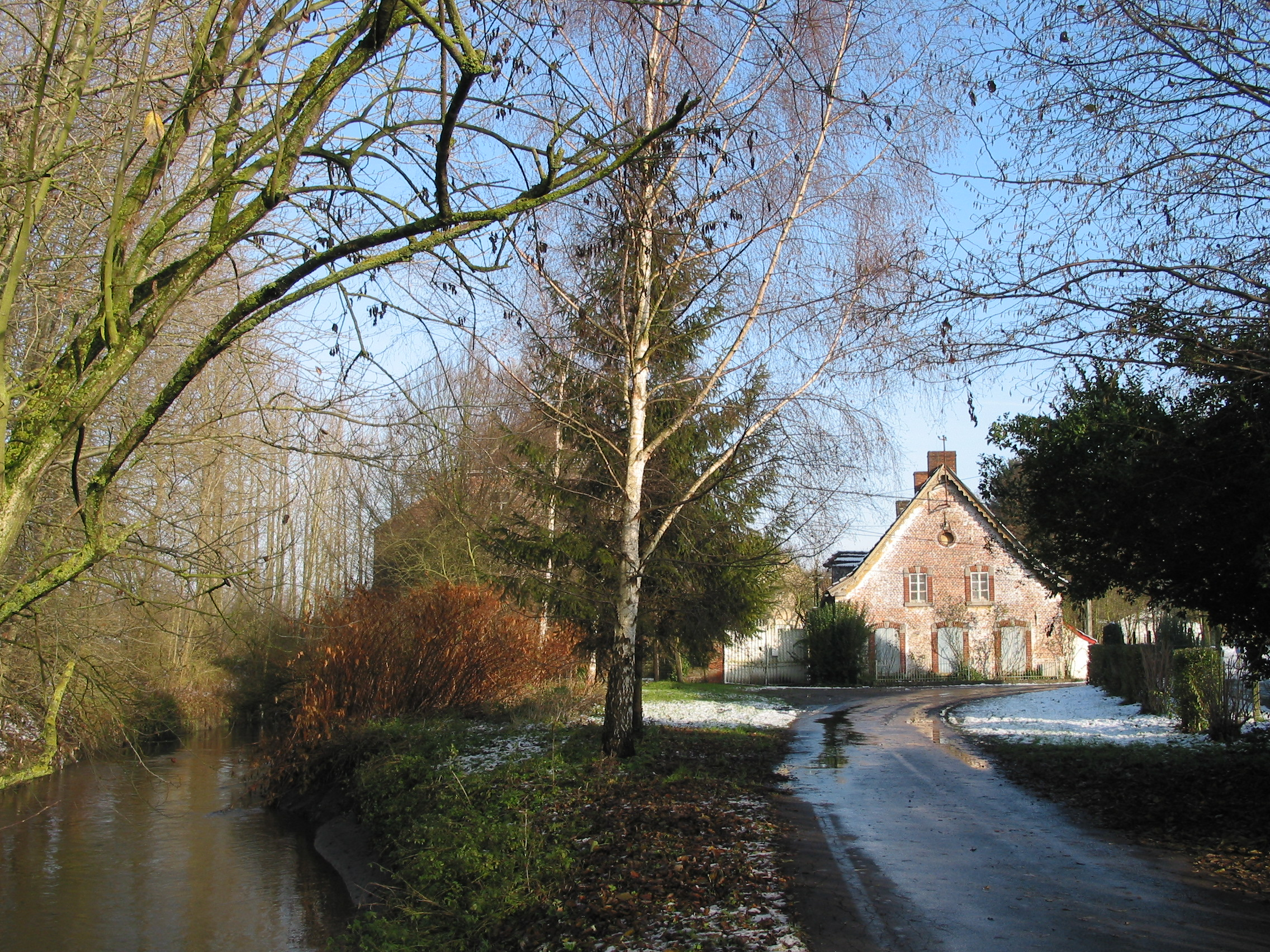
Un mulino (XIX secolo).
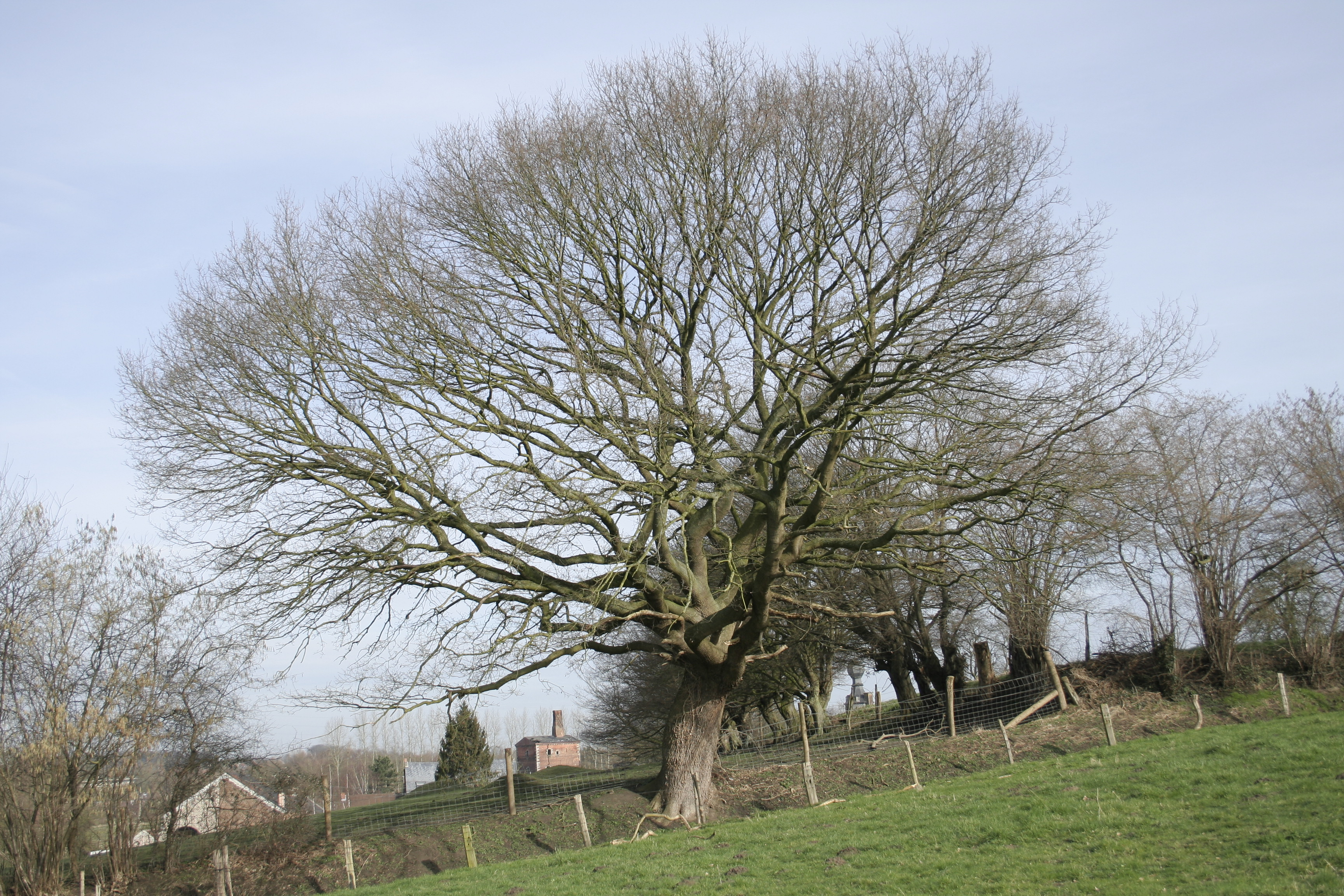
Una quercia secolare.
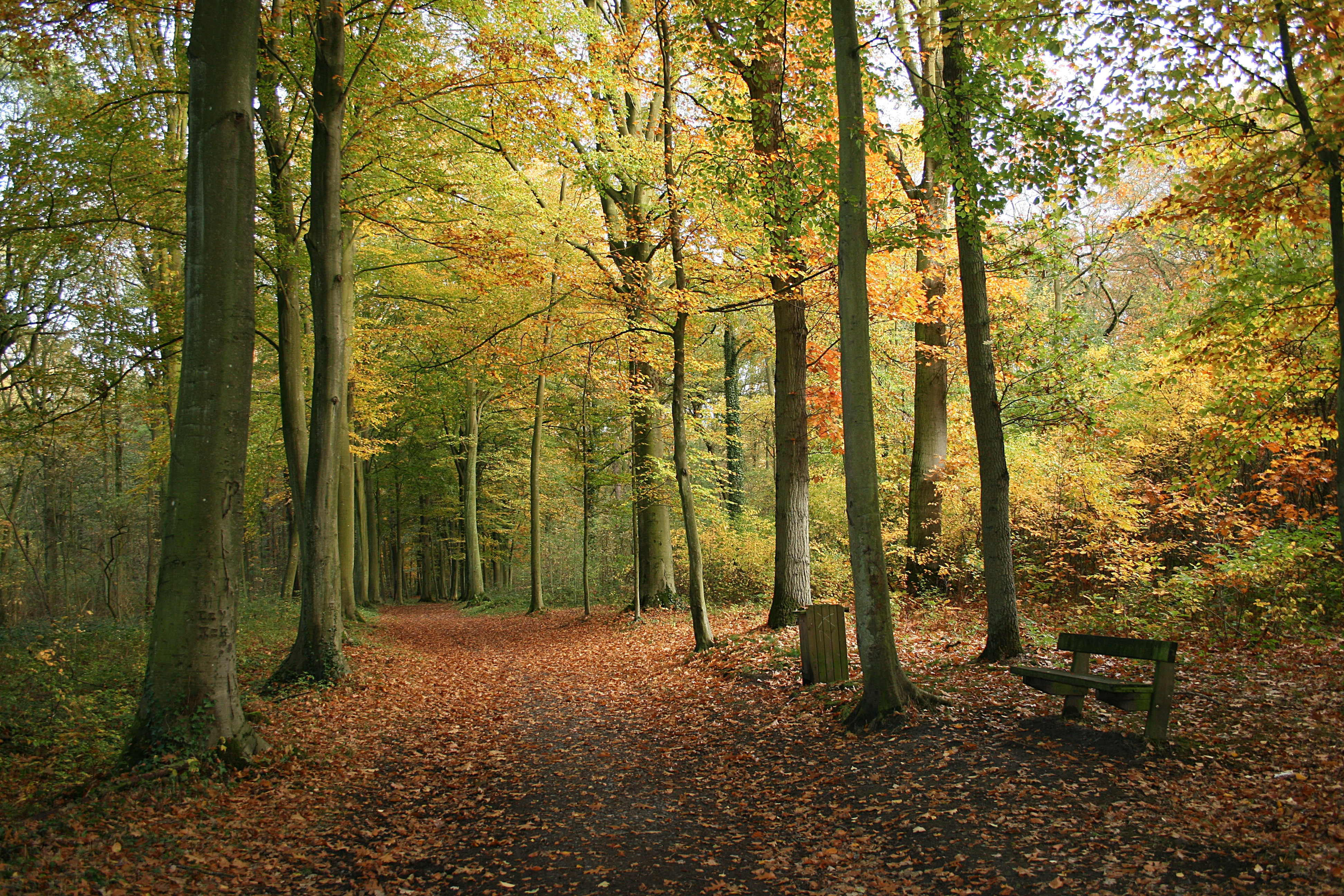
Il bosco di Havré.
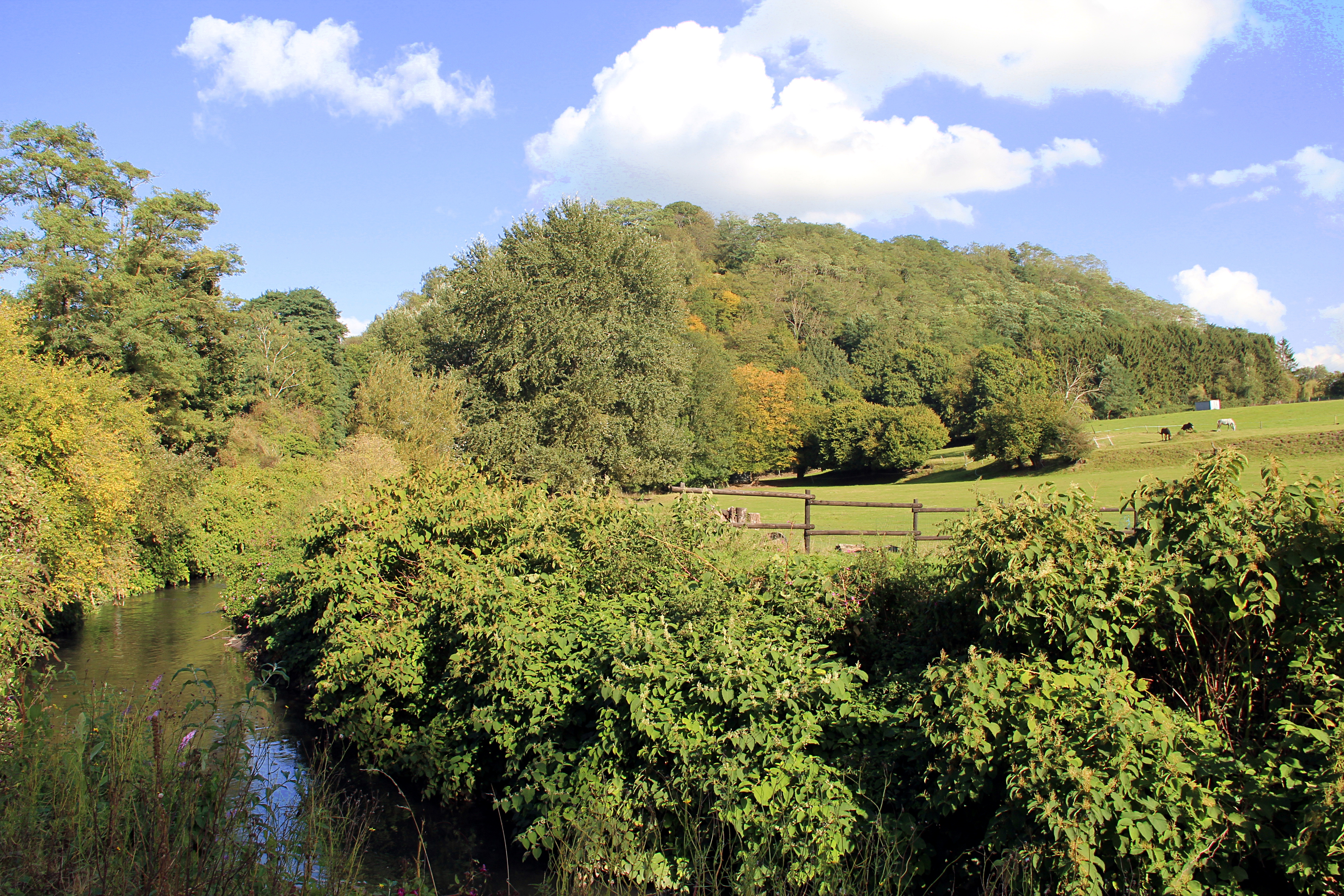
L'Haine.
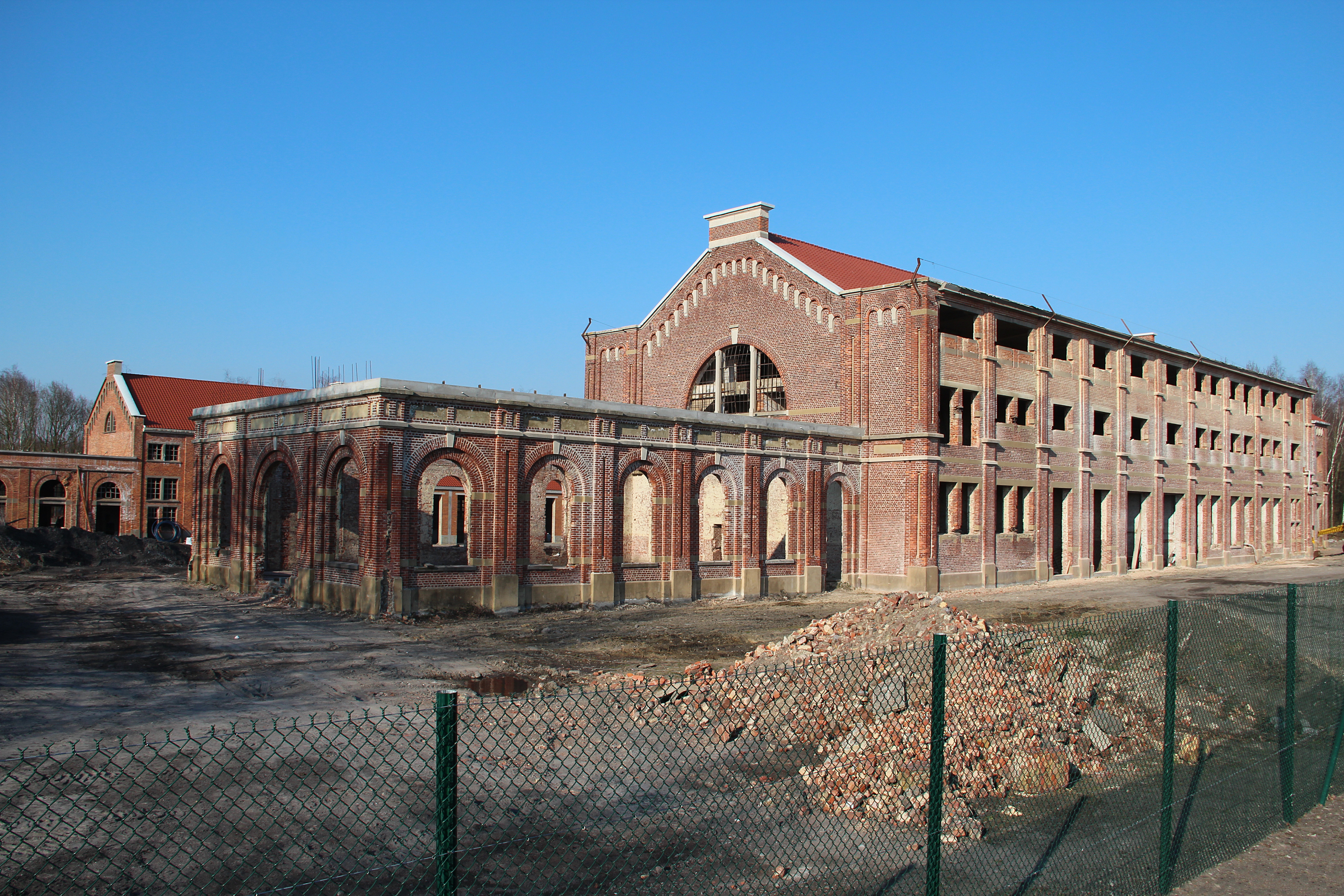
L'antica miniera di carbone di Beaulieu